# Au cœur du monde
Pour plus de détails, voir Fiche technique et Distribution.
Au cœur du monde (No Coração do Mundo) est un film brésilien réalisé par Gabriel Martins et Maurílio Martins, sorti en 2019.

## Synopsis
Dans la ville de Contagem, Selma rêve d'une vie meilleure et organise un braquage.

## Fiche technique
- Titre : Au cœur du monde
- Titre original : No Coração do Mundo
- Réalisation : Gabriel Martins et Maurílio Martins
- Scénario : Gabriel Martins et Maurílio Martins
- Musique : Heberte Almeida, Robert Frank et Kim Gomes
- Photographie : Leonardo Feliciano
- Montage : Gabriel Martins, Maurílio Martins et Guto Parente
- Production : Gabriel Martins, Maurílio Martins et André Novais Oliveira
- Société de production : Filmes de Plástico
- Société de distribution : Survivance (France)
- Pays :  Brésil
- Genre : Drame
- Durée : 121 minutes
- Dates de sortie : 
  -  Brésil : 1er août 2019
  -  France : 18 décembre 2019

## Distribution
- Kelly Crifer : Ana
- Leo Pyrata : Marcos
- Grace Passô : Selma
- Bárbara Colen : Rose
- Robert Frank : Miro
- Rute Jeremias : Mme. Sônia
- Renato Novaes : Beto
- Barbara Amaral : Bárbara

## Distinctions
Le film a été présenté en sélection officielle en compétition lors du Festival international du film de Rotterdam 2019 et a reçu huit nominations aux Prêmio Guarani.